# Ill Na Na
Ill Na Na é o álbum de estreia da rapper americana Foxy Brown, lançado em 19 de novembro de 1996 nos Estados Unidos e em 7 de outubro de 1997 no Reino Unido pela Def Jam Recordings e  Violator Entertainment.

## Faixas
1. "Intro...Chicken Coop - 3:17
2. "(Holy Matrimony) Letter to The Firm" - 3:26
3. "Foxy's Bells" - 3:20
4. "Get Me Home" (com Blackstreet) - 3:49
5. "The Promise" (com Havoc) - 4:20
6. "Interlude...The Set Up" - 1:00
7. "If I..." - 3:42
8. "The Chase" - 3:18
9. "Ill Na Na" (com Method Man) - 3:06
10. "No One's" - 3:32
11. "Fox Boogie" (com Kid Capri) - 3:06
12. "I'll Be" (com Jay-Z) - 2:58
13. "Outro" - 0:42

Relançamento de 1997
1. "Big Bad Mamma" (com Dru Hill)

## Paradas musicais
| Paradas (1996)                                | Melhor posição |
| --------------------------------------------- | -------------- |
| Estados Unidos - Billboard 200                | 7              |
| Estados Unidos - Billboard R&B/Hip-Hop Albums | 2              |